# James Webb (koszykarz)
James Webb III (ur. 19 sierpnia 1993 w Auguście) – amerykański koszykarz, występujący na pozycji silnego skrzydłowego, obecnie zawodnik Telekom Baskets Bonn.
W 2015 wziął udział w turnieju Adidas Nations Counselors.
22 sierpnia 2018 został zawodnikiem niemieckiego Telekom Baskets Bonn.

## Osiągnięcia
NCAA
Stan na 7 lutego 2018, na podstawie, o ile nie zaznaczono inaczej.
- Uczestnik turnieju NCAA (2015)
- Mistrz sezonu regularnego konferencji Mountain West (MWC – 2015)
- Najlepszy nowo przybyły zawodnik MWC (2015)
- Zaliczony do:
  - I składu:
    - All-MWC (2016)
    - defensywnego MWC (2015)
    - turnieju Las Vegas Classic (2015)

  - II składu All-MWC (2015)
- Lider MWC w zbiórkach (2016)[4]